# Stella Staudinger
Stella Elfriede Staudinger, coniugata Koschat (Steyr, 26 ottobre 1972), è un'ex cestista austriaca.

## Carriera
Gioca la stagione 2003-2004 con l'Ares Ribera, disputando 20 partite e 198 punti totali.